# American Airlines Center
El American Airlines Center (en español Centro de American Airlines) es un pabellón localizado en el barrio de Parque Victoria cercano al centro de Dallas, Texas que es usado para partidos de hockey, baloncesto y conciertos.
El American Airlines Center ha sido el estadio de los siguientes equipos deportivos:
- Dallas Stars (NHL, desde 2001)
- Dallas Mavericks (NBA, desde 2001)
- Dallas Desperados (Arena Football League, 2002 y 2004-2008)
- Dallas Vigilantes (Arena Football League, 2010-2011)

En tanto, la Big 12 Conference realizó allí su campeonato de baloncesto masculino en 2003, 2004 y 2006. EN 2007 se jugó allí el Partido de las Estrellas de la National Hockey League.
En cuanto a artes marciales mixtas, Strikeforce realizó allí un combate entre Overeem y Werdum en 2011, mientras que la Ultimate Fighting Championship realizó allí tres veladas: UFC 103 en 2009, UFC 171 en 2014 y UFC 185 en 2015.
WWE utilizó esta arena para varios PPVs como Hell in a Cell de 2010 y 2014, Tables, Ladders & Chairs de 2016 y Great Balls of Fire de 2017.
NJPW utilizará esta arena para abrir el torneo de G1 Climax 29 de 2019
.

## Historia
Para el año 1998, los Dallas Mavericks, su propietario Mark Cuban y los Dallas Stars estaban indicando su deseo de reemplazar su pabellón (el Reunion Arena) por uno nuevo. Los residentes de Dallas aprobaron la implementación de impuestos nuevos en los hoteles y los carros de renta para pagar el nuevo pabellón de los Mavericks y los Stars.
El estadio tiene como patrocinador titular a American Airlines, que tiene su sede central en el Aeropuerto Internacional de Dallas-Fort Worth. Por ello, el estadio es apodado "el Hangar".

## Galería

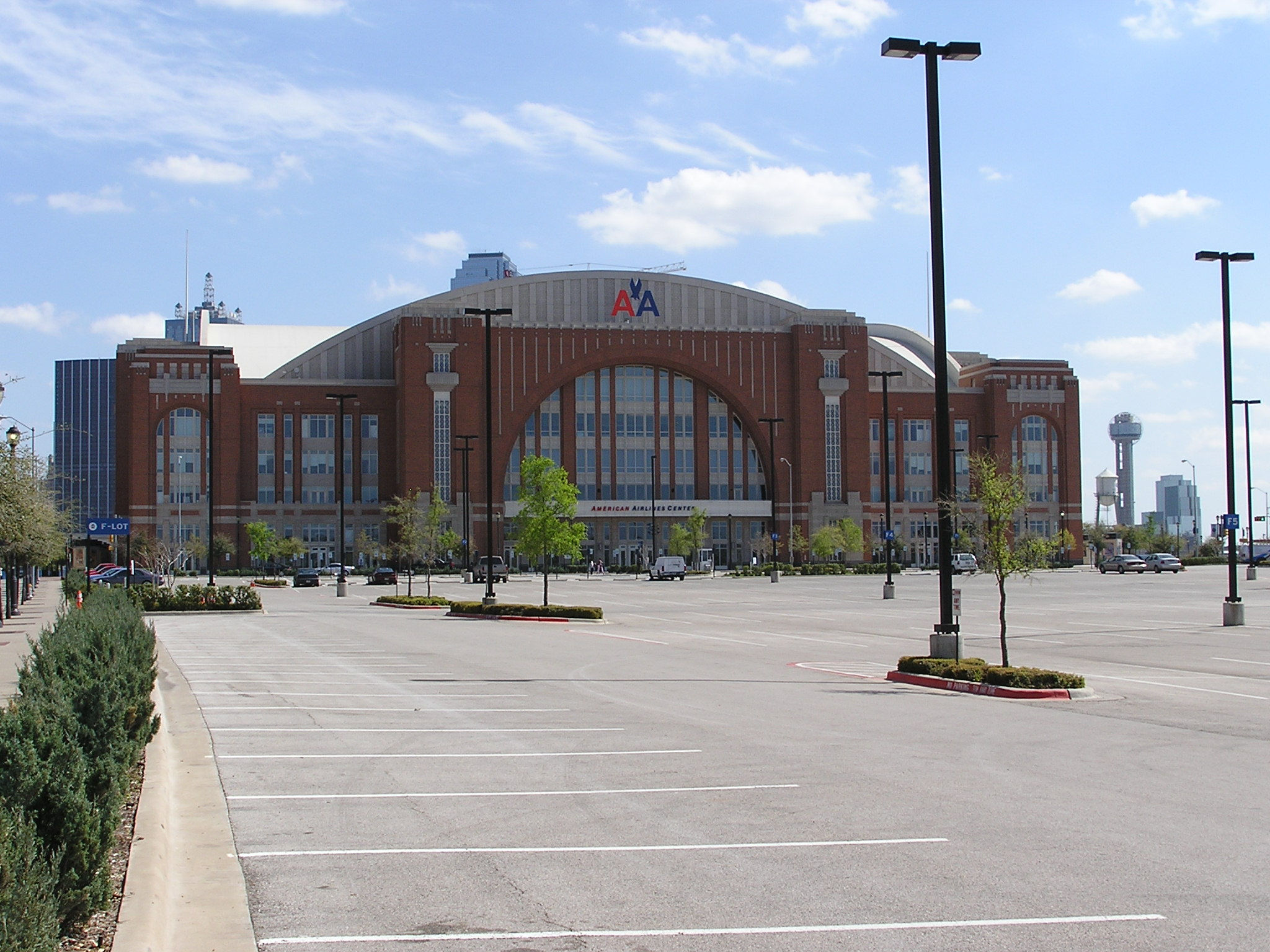
Entrada al pabellón
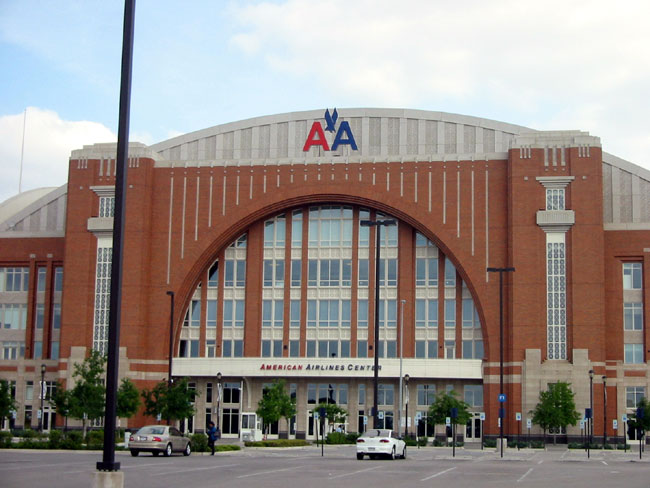
Fachada del pabellón
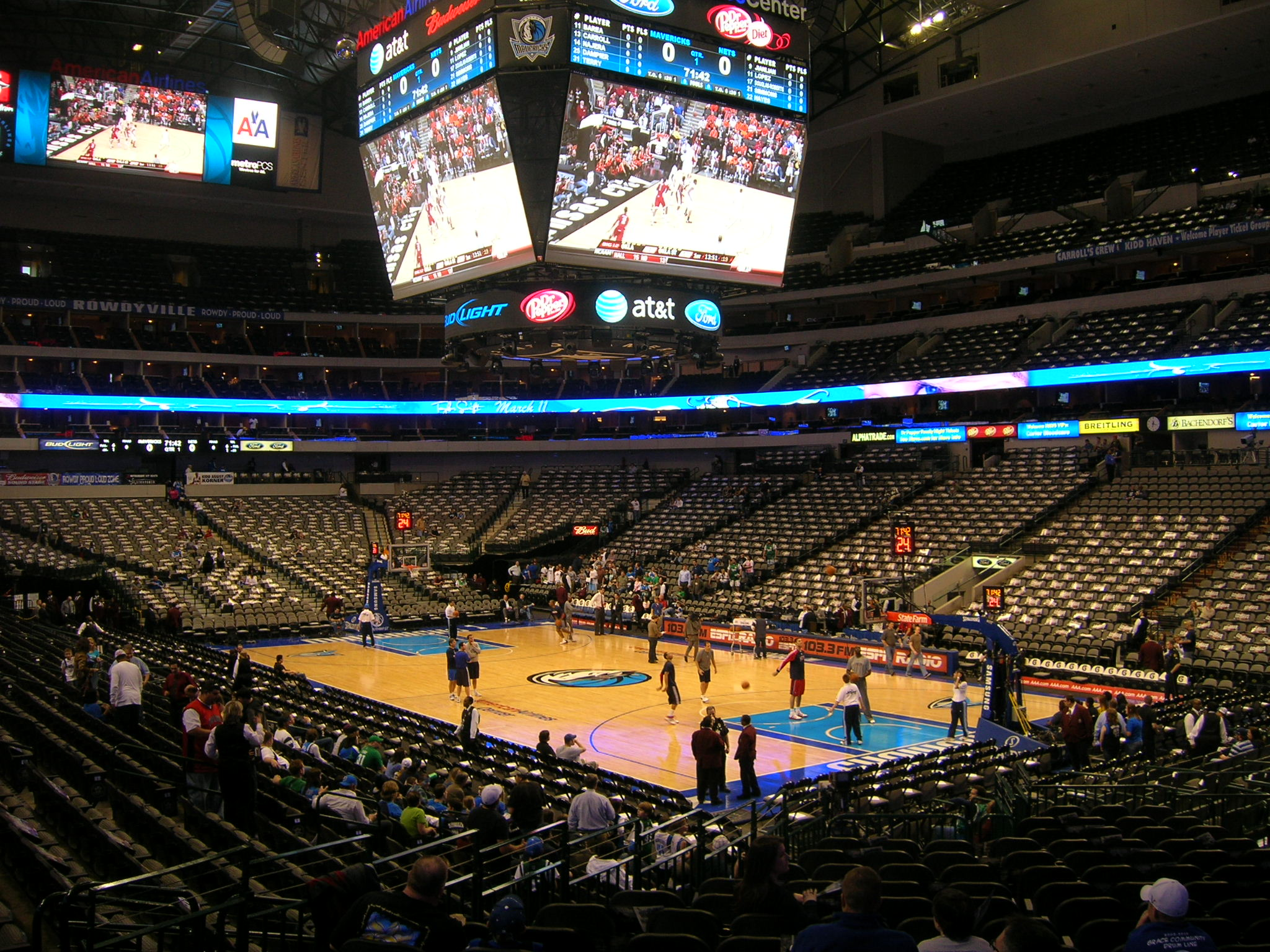
Interior del pabellón